# Manfred Gotta
Manfred Gotta (ur. 24 sierpnia 1947) – niemiecki przedsiębiorca, konsultant zajmujący się tworzeniem nazw produktów. Współpracował m.in. z koncernami Adidas, Persil, Aldi, Volkswagen, Evonik Industries (nazwa marki), Citibank (marka Targobank), Congstar (nazwa marki), Opel (model Vectra), Mercedes-Benz (modele Actros i Vaneo, marka Smart), Renault (modele Megane i Twingo), Porsche (modele Cayenne i Panamera).